# Các Sơn
Các Sơn là một xã thuộc tỉnh Thanh Hóa, Việt Nam.
Được thành lập ngày 16 tháng 6 năm 2025 trên cơ sở các xã Anh Sơn, Các Sơn của thị xã Nghi Sơn, xã Các Sơn chính thức hoạt động từ ngày 1 tháng 7 năm 2025.

## Địa lý
Xã Các Sơn nằm ở phía đông nam tỉnh Thanh Hóa, có vị trí địa lý:
- Phía bắc giáp phường Ngọc Sơn và xã Tượng Lĩnh
- Phía tây giáp xã Công Chính
- Phía nam giáp các phường Hải Lĩnh, Trúc Lâm
- Phía đông giáp phường Tân Dân.

Xã Các Sơn có diện tích tự nhiên 46,88 km², quy mô dân số năm 2024 là 21.462 người, mật độ dân số đạt 458 người/km².

## Lịch sử
Địa giới hành chính xã Các Sơn trước đây là các xã Anh Sơn, Các Sơn, Hùng Sơn, nằm ở phía tây bắc huyện Tĩnh Gia.
Trước tháng 10 năm 2019, xã Hùng Sơn có diện tích 12,17 km², dân số là 3.562 người, mật độ dân số đạt 293 người/km². Xã Các Sơn có diện tích 23,93 km², dân số là 7.764 người, mật độ dân số đạt 324 người/km², gồm 12 thôn: Hoành Sơn, thôn Các, thôn Đông, Châu Thành, Minh Thịnh, Hải Sơn, Lam Sơn, Quế Sơn, thôn Lạn, Liên Sơn, Kim Sơn, Phú Sơn.
Xã Anh Sơn có diện tích 10,78 km², dân số năm 1999 là 4.884 người, mật độ dân số đạt 453 người/km².
Ngày 16 tháng 10 năm 2019, Ủy ban Thường vụ Quốc hội ban hành Nghị quyết số 786/NQ-UBTVQH14 về việc sắp xếp các đơn vị hành chính cấp xã thuộc tỉnh Thanh Hóa (nghị quyết có hiệu lực từ ngày 1 tháng 12 năm 2019). Theo đó, sáp nhập toàn bộ diện tích và dân số của xã Hùng Sơn vào xã Các Sơn.
Xã Các Sơn có diện tích 36,10 km², dân số năm 2018 là 11.326 người, mật độ dân số đạt 314 người/km².
Ngày 22 tháng 4 năm 2020, Ủy ban Thường vụ Quốc hội ban hành Nghị quyết số 933/NQ-UBTVQH14 thành lập thị xã Nghi Sơn trên cơ sở toàn bộ diện tích và dân số của huyện Tĩnh Gia; các xã Anh Sơn, Các Sơn cùng thuộc thị xã Nghi Sơn.
Ngày 16 tháng 6 năm 2025, thị xã Nghi Sơn bị giải thể do bỏ cấp huyện; xã Các Sơn được thành lập theo Nghị quyết số 1686/NQ-UBTVQH15 của Ủy ban Thường vụ Quốc hội trên cơ sở sáp nhập toàn bộ diện tích tự nhiên và quy mô dân số của 2 xã Anh Sơn, Các Sơn.
Xã này chính thức hoạt động từ ngày 1 tháng 7 năm 2025, là đơn vị hành chính trực thuộc tỉnh Thanh Hóa.

## Hành chính
Xã Các Sơn có 18 thôn. Dưới đây là danh sách các thôn theo địa giới từng xã cũ:
| Mã    | Tên phường | Hành chính | Hành chính                                                                                             |
| Mã    | Tên phường | Số lượng   | Danh sách                                                                                              |
| ----- | ---------- | ---------- | --- |
| 16579 | Anh Sơn    | 6 thôn     | An Cư, Bài, Cổ Trinh, Kiếu, Xuân Thắng, Yên Tôn                                                        |
| 16591 | Các Sơn    | 12 thôn    | Các, Đông, Hải Sơn, Hoành Sơn, Kiêm Sơn, Lạn, Liên Sơn, Phú Sơn, Quế Lam, Song, Thống Nhất, Trường Sơn |

## Giao thông
Từ xa xưa trên địa bàn xã này có tuyến kênh Nhà Lê nối từ  kinh đô Hoa Lư đến Đèo Ngang đi qua, là tuyến đường thủy đầu tiên trong lịch sử Việt Nam và được coi là tuyến đường Hồ Chí Minh trên sông vì những đóng góp cho các cuộc chiến tranh của người Việt.
Đây là địa phương có tuyến đường cao tốc Quốc lộ 45 – Nghi Sơn đi qua.